# Hannibál (keresztnév)
A Hannibál föníciai eredetű férfinév, jelentése: Baal isten kegyelme.

## Gyakorisága
Az 1990-es években szórványos név, a 2000-es években nem szerepel a 100 leggyakoribb férfinév között.

## Névnapok
- május 16.[2]

## Híres Hannibálok
- Hannibál, az ókori karthágói hadvezér
- Dr. Hannibal Lecter, kitalált személy
- Annibale Carracci itáliai barokk festő